# Kuglački klub Bjelovar
Kuglački klub Bjelovar je hrvatski kuglački klub iz Bjelovara. 
Klub je redovni prvoligaš.

## Uspjesi
- Prva hrvatska kuglačka liga:
- prvaci:
- doprvaci:
- treći:

- prvenstvo Jugoslavije:
- prvaci (međunarodni način):
- doprvaci (međunarodni način):

- prvaci (narodni način):
- doprvaci (narodni način):